# Lipasam

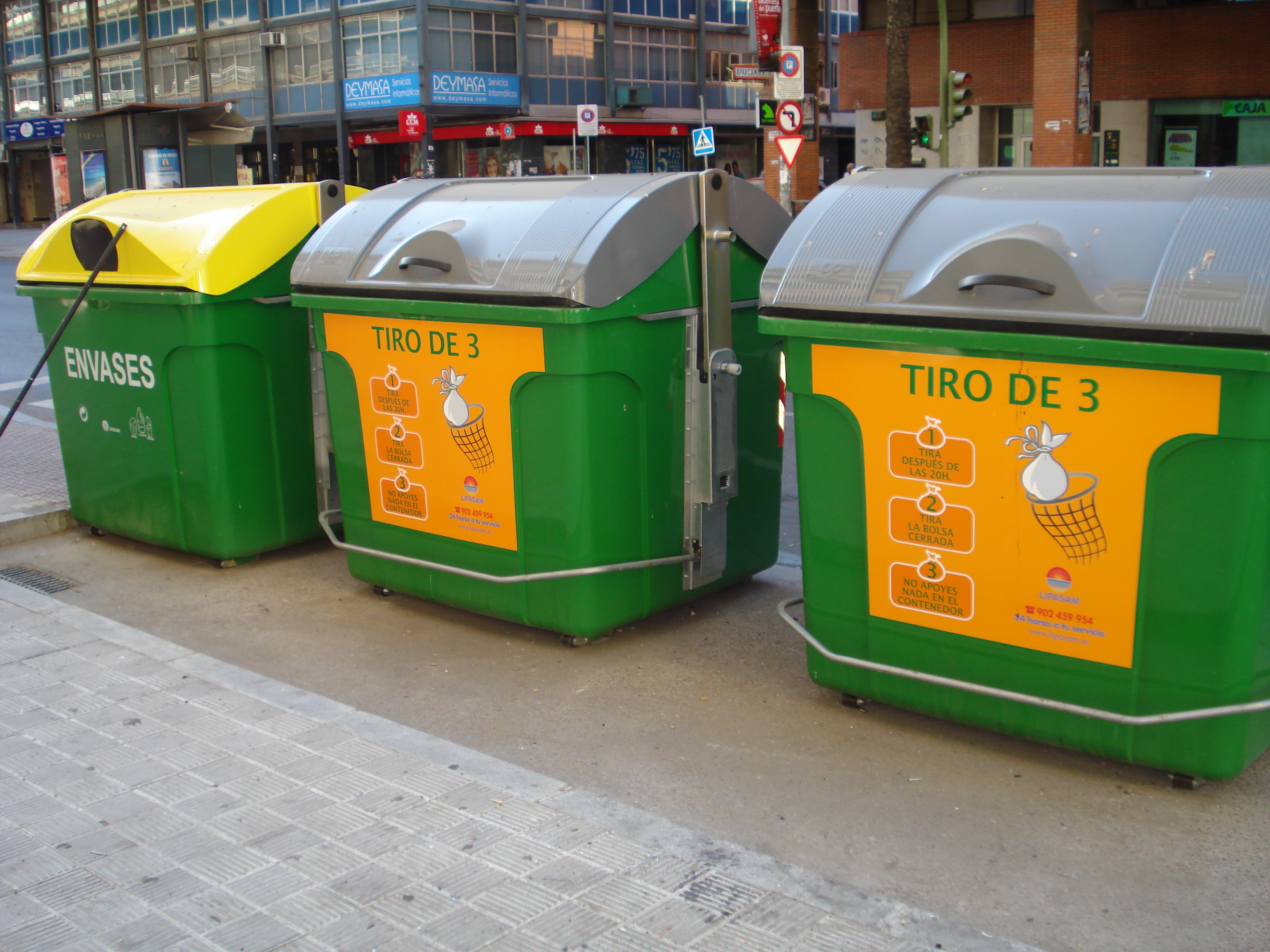
Contenedores de basura con etiquetas de Lipasam en la avenida República Argentina de Sevilla

Lipasam (acrónimo de Limpieza Pública y Protección Ambiental, Sociedad Anónima Municipal) es la empresa municipal dedicada a la limpieza pública en la ciudad de Sevilla (Andalucía, España). 

## Descripción
Fue creada en el año 1986. La sede central se encuentra en la calle Torneo, en la antigua estación de telecabina de la Exposición Universal de 1992, re-adaptada y dotada con un jardín colgante.
Forma parte junto a EMVISESA, TUSSAM y EMASESA de la CEMS (Corporación de Empresas Municipales de Sevilla) creada por el Ayuntamiento de Sevilla.
En el año 2016 contaba con una plantilla de 1617 personas, 461 vehículos de limpieza, una Estación de Transferencia, cuatro Centrales de Recogida Neumática de Residuos (tres de las cuales fijas y la última móvil) y unas oficinas centrales situadas en la capital andaluza. Su presupuesto anual supera los 96 millones de euros.